# Bengt Rehbinder
Bengt Gustaf Rehbinder, född 3 maj 1911 i Ruskeala, död 2 november 1999 i Helsingfors, var en finländsk industriman.
Rehbinde, som var son till diplomingenjör, friherre Robert Henrik Rehbinder och Berta Emilia Tallqvist, blev student 1929, avlade högre rättsexamen 1935, blev vicehäradshövding 1938, juris kandidat 1945 och juris licentiat 1948. Han var notarie i Nykarleby domsaga 1938, advokat i Helsingfors 1939–1941, anställd hos Centralutskottet för Finlands Industri 1942, blev juridiskt ombud vid A. Ahlström Oy 1943, chefsjurist 1952, var biträdande direktör 1954–1957, direktör 1957–1960 och generaldirektör 1960–1972 (även viceordförande i styrelse från 1962). Han innehade ett stort antal förtroendeuppdrag främst inom olika skogsindustriföretag och -organisationer. Han tilldelades bergsråds titel 1966.